# Richard Thomas Lowe
Richard Thomas Lowe (4 december 1802 - 13 april 1874) was een Brits entomoloog, botanicus, ichtyoloog, malacoloog en geestelijke.
Lowe werd geboren in 1802 en ging na zijn school studeren aan Christ's College, Cambridge. Hij studeerde in 1825 af en werd hetzelfde jaar nog priester gewijd. Voor zijn gezondheid was hij in 1828 al eens naar Madeira gereisd en in 1832 werd hij Engels kapelaan op het eiland, waar hij bleef tot 1854. Gedurende zijn verblijf was hij naast predikant ook natuuronderzoeker en bestudeerde hij de lokale flora en fauna en die van de omringende eilanden. Hij schreef, naast wetenschappelijke artikelen, een aantal werken over de flora van Madeira. Hij werkte aan zijn A Manual Flora of Madeira toen hij in april 1874 op weg ging naar een volgend bezoek aan het eiland, aan boord van de Liberia. Het schip leed schipbreuk en verging met man en muis, niet ver van de Scilly-eilanden.

## Enkele werken
- 1830 - Primitiae fauna et florae Maderae et Portus Sancti in: Cambridge Philosophical Transactions.
- 1838 - Novitiae florae Maderensis.

## Taxa
Lowe benoemde en beschreef talrijke weekdieren, vissen, planten en insecten taxa, waaronder:
- Caseolus, een landslakkengeslacht (en diverse soorten binnen dit geslacht)
- Lemniscia, een landslakkengeslacht (en diverse soorten binnen dit geslacht)
- Polymixia, een geslacht van de familie van barbudo’s (Polymixiidae)
- Alopias superciliosus (grootoogvoshaai), een soort uit de familie van de voshaaien (Alopiidae)
- Goodyera macrophylla, een orchidee uit het geslacht Goodyera, endemisch voor het eiland Madeira

De standaard auteur afkorting Lowe wordt gebruikt om deze persoon als auteur aan te duiden bij het citeren van een botanische naam.
- Author citation (botany): Lowe
- Gemeinsame Normdatei: 117683337
- International Standard Name Identifier: 0000 0000 4942 8463
- Library of Congress Control Number: no2004052814
- Nationale Bibliotheek van Tsjechië: mub2017937667
- Nederlandse Thesaurus van Auteursnamen: 18345944X
- SNAC: w6m14ddm
- Museum of New Zealand Te Papa Tongarewa: 50437
- Virtual International Authority File: 52473340
- WorldCat: E39PBJqk9GxfGW69mpXjxb7WDq